# Leopoldo del Belgio (Conte di Hainaut)
Il principe Leopoldo del Belgio, duca di Brabante, conte di Hainaut (in francese Léopold Ferdinand Élie Victor Albert Marie, in olandese Leopold Ferdinand Elias Victor Albert Marie; Laeken, 12 giugno 1859 – Laeken, 22 gennaio 1869), era il secondo figlio ed unico maschio nonché il legittimo erede di Leopoldo II del Belgio e di sua moglie, l'arciduchessa Maria Enrichetta d'Austria.

## Biografia

### Infanzia

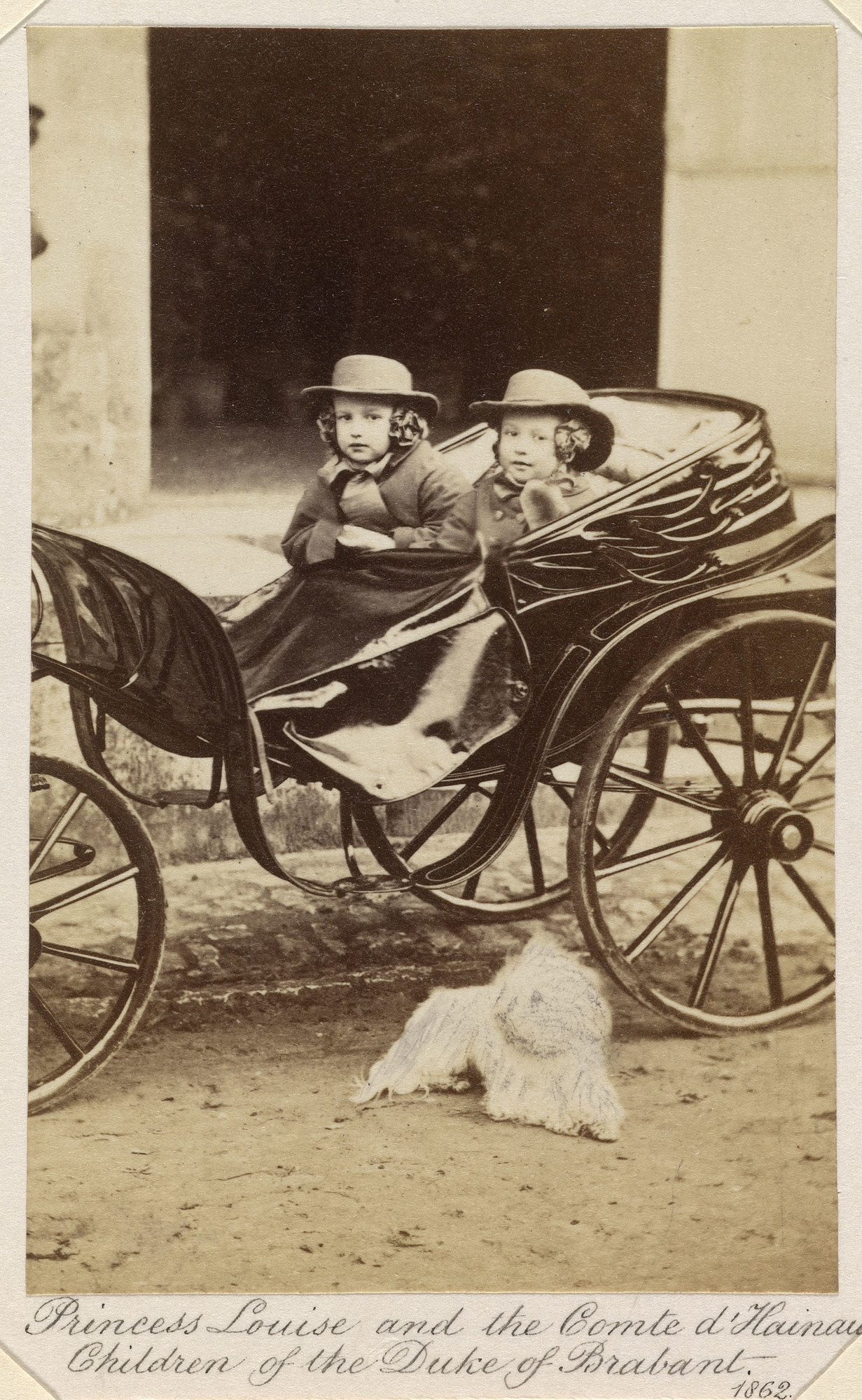
Luisa Maria con il fratellino Leopoldo

Alla nascita Leopoldo fu designato Conte di Hainaut, in quanto figlio maschio maggiore dell'allora principe della corona. Al momento della sua nascita, suo nonno, Leopoldo I del Belgio, in precedenza un principe di Sassonia-Coburgo e Gotha, era il sovrano regnante del Belgio.
Leopoldo era stato preceduto nella nascita da una sorella, Luisa Maria, e sarà seguito poi da altre due sorelle, Stefania e Clementina; quest'ultima nacque dopo la morte di Leopoldo e fu l'ultima speranza dei loro genitori di avere un altro figlio maschio.
Leopoldo era stato così chiamato in onore di suo nonno, del cugino di suo padre, il principe Ferdinando di Sassonia-Coburgo e Gotha, rella Regina Vittoria del Regno Unito e del principe Alberto.

### Duca di Brabante

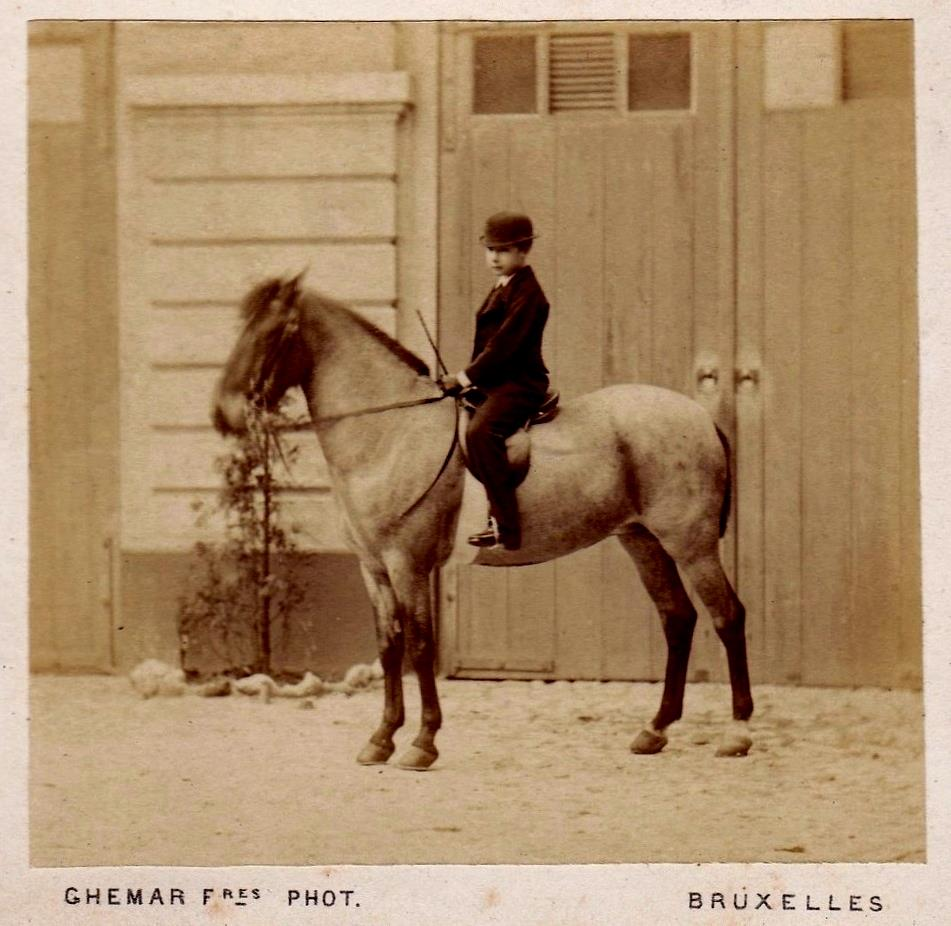
Leopoldo, duca di Barbante, a cavallo

Dopo la morte del nonno e l'ascesa di suo padre al trono nel 1865, il giovane Leopoldo diventò Duca di Brabante, il titolo per l'erede designato al trono del Belgio. Come legittimo erede, sarebbe dovuto diventare re Leopoldo III dei Belgi.

### Morte

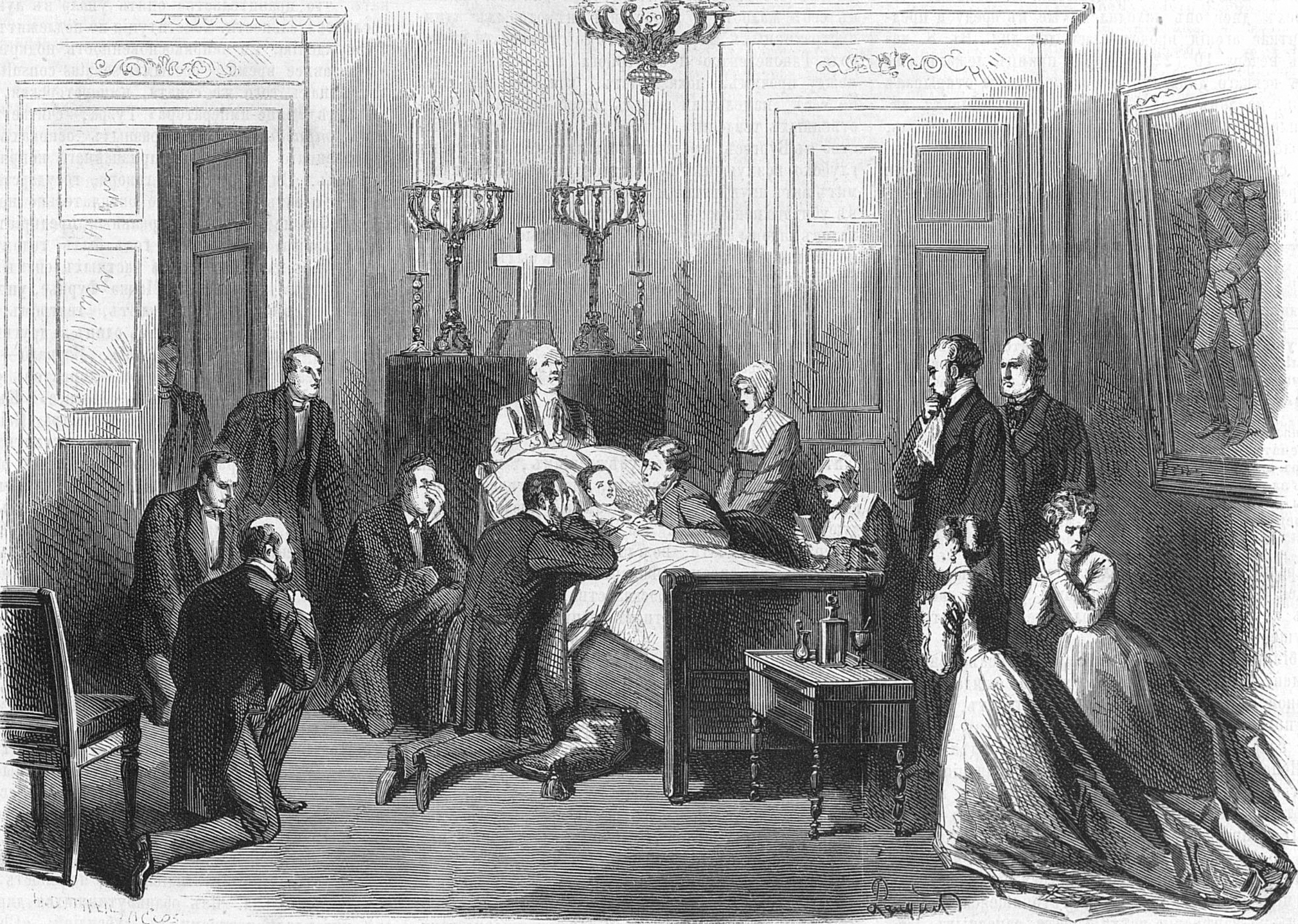
La morte del principe Leopoldo

Leopoldo morì a Laeken o Bruxelles il 22 gennaio 1869 per una polmonite, dopo essere caduto in uno stagno. Al funerale di suo figlio, Leopoldo II, per l'unica volta in vita sua, "crollò in pubblico, accasciandosi in ginocchio accanto alla bara e singhiozzando in modo incontrollabile." Il corpo di Leopoldo fu interrato nella Cripta reale della chiesa di Nostra Signora di Laeken a Bruxelles.
La morte prematura di Leopoldo lasciò suo padre con solo due figlie viventi: la principessa Luisa Maria e la principessa Stefania. Dopo la morte del loro figlio, Leopoldo e Maria Enrichetta cercarono di avere un altro figlio, sperando in un maschio. Dopo la nascita di un'altra femmina, Clementina, nel 1872, la coppia abbandonò tutte le speranze di avere un figlio maschio.
Alla sua morte, Leopoldo II fu succeduto da suo nipote Alberto, il cui figlio maggiore gli sarebbe poi successo come Leopoldo III.

## Titoli e trattamento
- 12 giugno 1859 - 10 dicembre 1865: Sua Altezza Reale, il Conte di Hainaut, Principe del Belgio, Principe di Sassonia-Coburgo e Gotha, Duca di Sassonia
- 10 dicembre 1865 - 22 gennaio 1869: Sua Altezza Reale, il Duca di Brabante, Principe del Belgio, Principe di Sassonia-Coburgo e Gotha, Duca di Sassonia

## Ascendenza
|                                     |                              |                                             | Genitori                                   |  |  | Nonni |  |  | Bisnonni                                        |  |  | Trisnonni                                     |  |
|                                     |                              |                                             |                                            |  |  |       |  |  | Francesco Federico di Sassonia-Coburgo-Saalfeld |  |  | Ernesto Federico di Sassonia-Coburgo-Saalfeld |  |
|                                     |                              |                                             |                                            |  |  |       |  |  | Francesco Federico di Sassonia-Coburgo-Saalfeld |  |  | Ernesto Federico di Sassonia-Coburgo-Saalfeld |  |
|                                     |                              | Sofia Antonia di Brunswick-Wolfenbüttel     |                                            |  |  |       |  |  | Francesco Federico di Sassonia-Coburgo-Saalfeld |  |  |                                               |  |
| Leopoldo I del Belgio               |                              |                                             |                                            |  |  |       |  |  | Francesco Federico di Sassonia-Coburgo-Saalfeld |  |  |                                               |  |
|                                     |                              | Augusta di Reuss-Ebersdorf                  | Enrico XXIV di Reuss-Ebersdorf             |  |  |       |  |  |                                                 |  |  |                                               |  |
|                                     |                              | Augusta di Reuss-Ebersdorf                  | Enrico XXIV di Reuss-Ebersdorf             |  |  |       |  |  |                                                 |  |  |                                               |  |
|                                     |                              | Augusta di Reuss-Ebersdorf                  | Carolina Ernestina di Erbach-Schönberg     |  |  |       |  |  |                                                 |  |  |                                               |  |
| Leopoldo II del Belgio              |                              | Augusta di Reuss-Ebersdorf                  |                                            |  |  |       |  |  |                                                 |  |  |                                               |  |
|                                     |                              | Luigi Filippo di Francia                    | Luigi Filippo II di Borbone-Orléans        |  |  |       |  |  |                                                 |  |  |                                               |  |
|                                     |                              | Luigi Filippo di Francia                    | Luigi Filippo II di Borbone-Orléans        |  |  |       |  |  |                                                 |  |  |                                               |  |
|                                     |                              | Luigi Filippo di Francia                    | Luisa Maria Adelaide di Borbone-Penthièvre |  |  |       |  |  |                                                 |  |  |                                               |  |
| Luisa d'Orléans                     |                              | Luigi Filippo di Francia                    |                                            |  |  |       |  |  |                                                 |  |  |                                               |  |
|                                     |                              | Maria Amalia di Borbone-Due Sicilie         | Ferdinando I delle Due Sicilie             |  |  |       |  |  |                                                 |  |  |                                               |  |
|                                     |                              | Maria Amalia di Borbone-Due Sicilie         | Ferdinando I delle Due Sicilie             |  |  |       |  |  |                                                 |  |  |                                               |  |
|                                     |                              | Maria Amalia di Borbone-Due Sicilie         | Maria Carolina d'Asburgo-Lorena            |  |  |       |  |  |                                                 |  |  |                                               |  |
| Principe Leopoldo, duca di Brabante |                              | Maria Amalia di Borbone-Due Sicilie         |                                            |  |  |       |  |  |                                                 |  |  |                                               |  |
|                                     | Leopoldo II d'Asburgo-Lorena | Francesco I di Lorena                       |                                            |  |  |       |  |  |                                                 |  |  |                                               |  |
|                                     | Leopoldo II d'Asburgo-Lorena | Francesco I di Lorena                       |                                            |  |  |       |  |  |                                                 |  |  |                                               |  |
|                                     | Leopoldo II d'Asburgo-Lorena | Maria Teresa d'Austria                      |                                            |  |  |       |  |  |                                                 |  |  |                                               |  |
| Giuseppe d'Asburgo-Lorena           | Leopoldo II d'Asburgo-Lorena |                                             |                                            |  |  |       |  |  |                                                 |  |  |                                               |  |
|                                     |                              | Maria Luisa di Borbone-Spagna               | Carlo III di Spagna                        |  |  |       |  |  |                                                 |  |  |                                               |  |
|                                     |                              | Maria Luisa di Borbone-Spagna               | Carlo III di Spagna                        |  |  |       |  |  |                                                 |  |  |                                               |  |
|                                     |                              | Maria Luisa di Borbone-Spagna               | Maria Amalia di Sassonia                   |  |  |       |  |  |                                                 |  |  |                                               |  |
| Maria Enrichetta d'Asburgo-Lorena   |                              | Maria Luisa di Borbone-Spagna               |                                            |  |  |       |  |  |                                                 |  |  |                                               |  |
|                                     |                              | Ludovico Federico Alessandro di Württemberg | Federico II Eugenio di Württemberg         |  |  |       |  |  |                                                 |  |  |                                               |  |
|                                     |                              | Ludovico Federico Alessandro di Württemberg | Federico II Eugenio di Württemberg         |  |  |       |  |  |                                                 |  |  |                                               |  |
|                                     |                              | Ludovico Federico Alessandro di Württemberg | Federica Dorotea di Brandeburgo-Schwedt    |  |  |       |  |  |                                                 |  |  |                                               |  |
| Maria Dorotea di Württemberg        |                              | Ludovico Federico Alessandro di Württemberg |                                            |  |  |       |  |  |                                                 |  |  |                                               |  |
|                                     |                              | Enrichetta di Nassau-Weilburg               | Carlo Cristiano di Nassau-Weilburg         |  |  |       |  |  |                                                 |  |  |                                               |  |
|                                     |                              | Enrichetta di Nassau-Weilburg               | Carlo Cristiano di Nassau-Weilburg         |  |  |       |  |  |                                                 |  |  |                                               |  |
|                                     |                              | Enrichetta di Nassau-Weilburg               | Carolina d'Orange-Nassau                   |  |  |       |  |  |                                                 |  |  |                                               |  |
|                                     |                              | Enrichetta di Nassau-Weilburg               |                                            |  |  |       |  |  |                                                 |  |  |                                               |  |